# Recklinghausen-Innenstadt

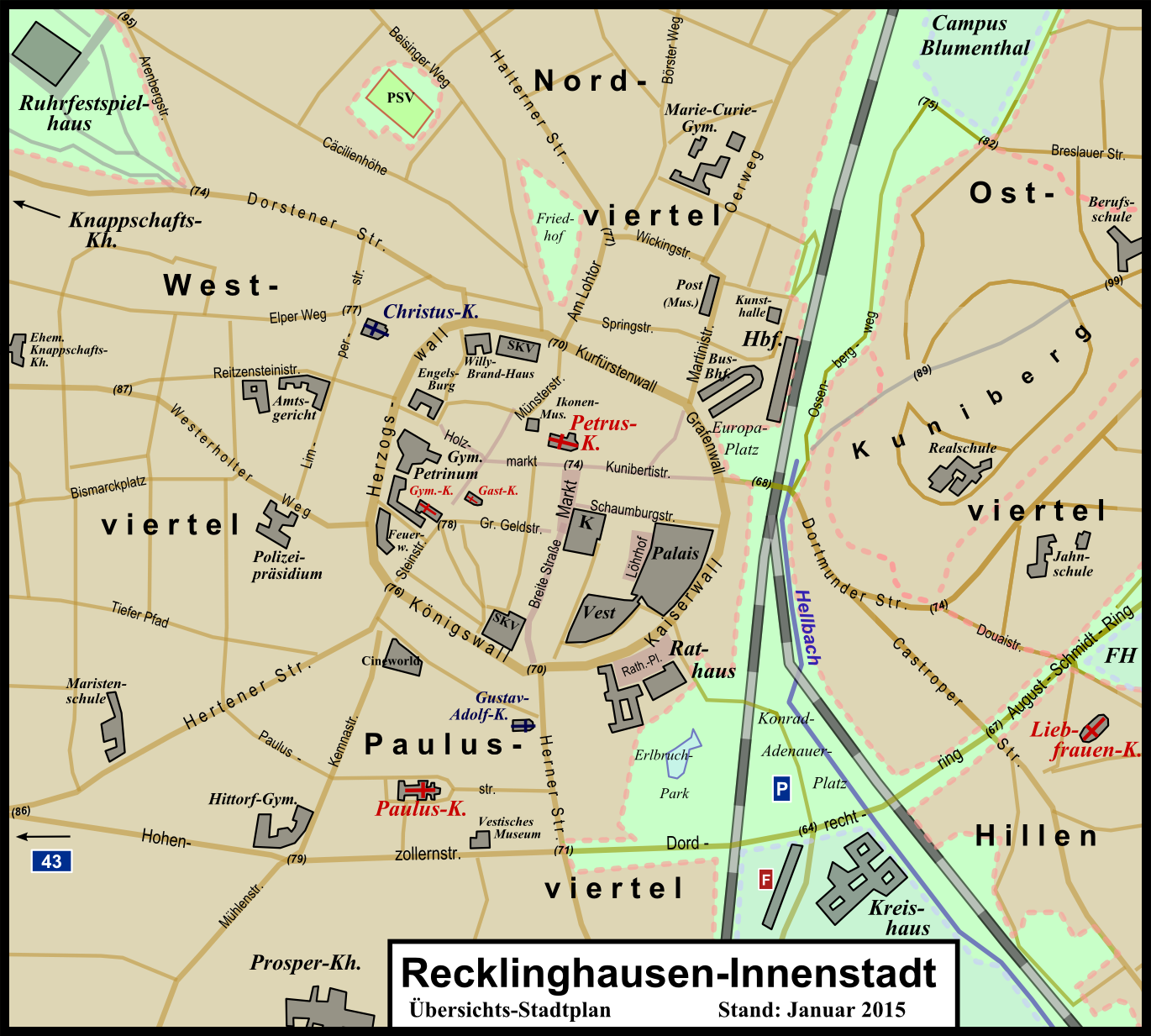
Recklinghausen-Innenstadt

 Recklinghausen-Innenstadt  ist ein Stadtteil von Recklinghausen im nordrhein-westfälischen Kreis Recklinghausen. Auf einer Fläche von 0,355 km² leben gut 1600 Einwohner: Der flächenmäßig kleinste Stadtteil hat somit die größte Bevölkerungsdichte im Stadtgebiet.
Der Stadtteil – Bezirk 101 – liegt im Zentrum der Stadt Recklinghausen („nordwestlich der Mitte“). Er ist – im Uhrzeigersinn – umgeben von den fünf Stadtteilen Nordviertel, Ostviertel, Hillen, Paulusviertel und Westviertel.

## Verkehr

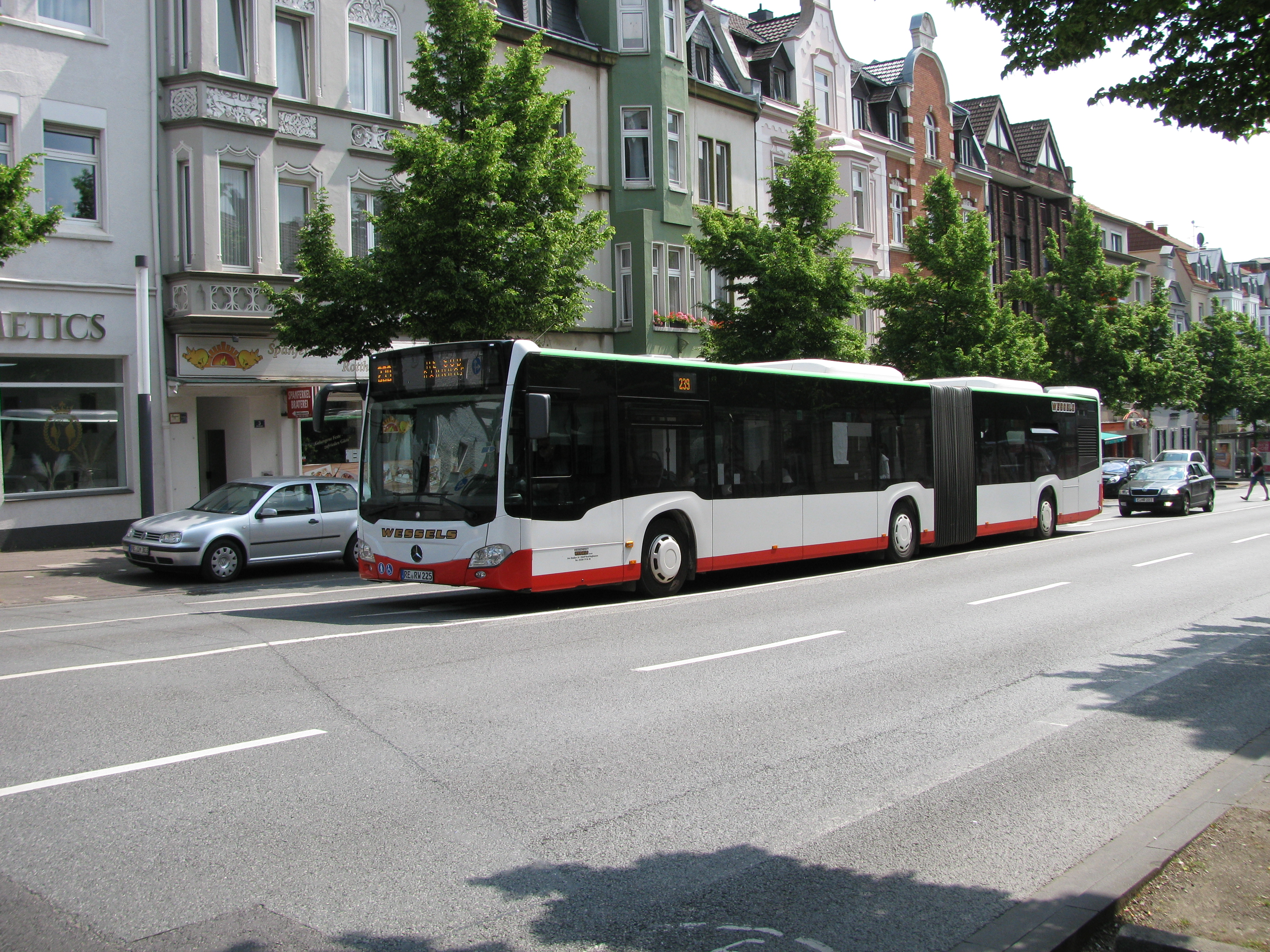
Linienbus der Firma Wessels auf der Linie 239 zum Bahnhof Recklinghausen Süd auf der Straße Königswall

Der Hauptbahnhof Recklinghausen liegt in unmittelbarer Nähe zur Innenstadt, befindet sich aber formal im Nordviertel. Zahlreiche VRR-Buslinien der Vestischen Straßenbahnen beginnen und enden am dortigen Busbahnhof. Direkten Zugang zur Innenstadt bieten daneben noch die auf dem Wallring gelegenen Bushaltestellen Viehtor, Lohtor, Steintor und Herzogswall. 
| Linie | Verlauf | Takt (Mo–Fr)                                            |
| ----- | --- | ------------------------------------------------------- |
| SB20  | Recklinghausen Hbf – Viehtor – Paulusviertel – Hillerheide – Recklinghausen-Süd – Herne Schloß Strünkede – Herne Bf | 10 min                                                  |
| SB24  | Recklinghausen Hbf – Campus Blumenthal – Oer-Mitte – Oer-Erkenschwick Berliner Platz – Rapen – Im Winkel – Hachhausen – Datteln Bus Bf – Holthausen – Waltrop Rathaus – Am Moselbach – Dortmund-Mengede Bf | 30 min                                                  |
| SB25  | Recklinghausen Hbf – Lohtor – Westviertel – Marl-Steinernkreuz – Marl Mitte – Alt-Marl Riegestr. – Feldmark – Dorsten Willy-Brandt-Ring – Dorsten ZOB | 15 min                                                  |
| SB49  | Gelsenkirchen-Buer Rathaus – Gelsenkirchen-Resse – Herten Rathaus (Herten , 300 m) – Herten Mitte (Herten , 500 m) –Disteln Josefstr. – Hochlar – Viehtor – Recklinghausen Hbf | 30 min                                                  |
| 201   | Recklinghausen Hbf – Quellberg – Berghausen – Suderwich – Röllinghausen – König Ludwig – Recklinghausen-Süd – Grullbad Hochstr. – RE-Süd Bf | einzelne Fahrten abends                                 |
| 203   | Recklinghausen Hbf → Lohtor → Westviertel → Festspielhaus → Nordviertel → Recklinghausen Hbf | 60 min (nur abends)                                     |
| 213   | Recklinghausen Hbf – Quellberg – Berghausen – Suderwich Langobardenstr. | 30 min                                                  |
| 214   | RE Nordcharweg – Nordviertel – Recklinghausen Hbf – Lohtor – Westviertel – Herten-Scherlebeck – Disteln – Herten Mitte (Herten , 500 m) | 60 min (Recklingh.–Scherleb.) 30 min (Scherleb.–Herten) |
| 215   | Recklinghausen Hbf – Quellberg – In den Heuwiesen | 30 min                                                  |
| 219   | Recklinghausen Hbf – Lohtor – Westviertel – Marl-Steinernkreuz – Marl-Drewer Süd – Marl Mitte | 60 min                                                  |
| 220   | Recklinghausen Hbf – Nordviertel – Speckhorn – Marl-Sinsen – Sinsen Bf – Lenkerbeck – Hüls – Drewer – Marl Mitte | 30 min                                                  |
| 223   | Recklinghausen Hbf – Nordviertel – Marl-Löntrop – Lenkerbeck Feuerwehrhaus – Hüls-Süd – Drewer – Chemiepark Marl – Marl Mitte | 30 min                                                  |
| 224   | Recklinghausen Letterhausstraße – Ostviertel – Recklinghausen Hbf – Viehtor – Westviertel – Herten-Scherlebeck – Disteln – Herten Mitte (Herten , 500 m) | 30 min                                                  |
| 230   | Recklinghausen Hbf – Ostviertel – Groß-Erkenschwick – Oer-Erkenschwick Berliner Platz – Klein-Erkenschwick – Rapen Walterstr. Sonn- und feiertags nur zwischen Berliner Platz und Walterstr. | 30 min                                                  |
| 231   | Recklinghausen Hbf – Nordviertel – Ostviertel Lange Wanne – Alt Oer – Oer-Mitte – Maritimo – Klein-Erkenschwick – Oer-Erkenschwick Berliner Platz – Gewerbegebiet Rapen – Horneburg – Meckinghoven – Datteln Bf – Waltrop Hebewerk – Oberwiese – Waltrop Rathaus – Am Moselbach | 30 min                                                  |
| 232   | Recklinghausen Hbf – Ostviertel – Groß-Erkenschwick – Oer-Erkenschwick Berliner Platz – Rapen – Im Winkel – Hachhausen – Datteln Bus Bf | 30 min                                                  |
| 233   | Recklinghausen Hbf – Hillen – Berghausen – Suderwich – Castrop-Rauxel Henrichenburg Mitte | 30 min                                                  |
| 235   | Hillerheide, Stadion Hohenhorst – Paulusviertel – Viehtor – Recklinghausen Hbf | 30 min                                                  |
| 236   | Recklinghausen Hbf – Hillen – Hillerheide – Röllinghausen – König Ludwig – Overbergstr. | 20/40 min                                               |
| 237   | Recklinghausen Hbf – Hillen – Hillerheide – Röllinghausen – König Ludwig – Herne, Pantringshof – Castrop-Rauxel-Pöppinghausen – Habinghorst – Castrop-Rauxel Hbf – Europaplatz – Castrop Münsterplatz | 60 min                                                  |
| 238   | Gelsenkirchen-Buer Rathaus – Herten-Westerholt – Langenbochum – Herten-Scherlebeck – Westviertel – Lohtor – Recklinghausen Hbf | 30 min                                                  |
| 239   | Recklinghausen Hbf – Viehtor – Paulusviertel – Stuckenbusch – Hochlarmark – RE-Süd Bf | 15 min                                                  |
| 249   | Gelsenkirchen-Buer Rathaus – Gelsenkirchen-Resse – Herten Rathaus (Herten , 300 m) – Herten Mitte (Herten , 500 m) – Disteln Josefstr. – Hochlar – Westviertel Moltkestr. – Paulusviertel Paulusstr. – Viehtor – Recklinghausen Hbf | 30 min (Buer–Herten) 15 min (Herten–Recklingh.)         |
| NE1   | Recklinghausen Hbf → Viehtor → Paulusviertel → Stuckenbusch → Hochlarmark → RE-Süd Bf → Grullbad Hochstr. → Recklinghausen-Süd → König Ludwig → Röllinghausen → Suderwich → Berghausen → Quellberg → Recklinghausen Hbf NachtExpress: In den Nächten von Freitag auf Samstag, Samstag auf Sonntag und vor Feiertagen | 60 min                                                  |
| NE2   | Bottrop ZOB Berliner Platz – Bottrop-Eigen – Ellinghorst – Gladbeck Goetheplatz – Gladbeck Ost Bf – Gelsenkirchen-Scholven – Bülse – Gelsenkirchen-Buer Rathaus – Gelsenkirchen-Resse – Herten Rathaus (Herten , 300 m) – Herten Mitte (Herten , 500 m) – Disteln Josefstr. – Hochlar – Westviertel Moltkestr. – Paulusviertel Paulusstr. – Viehtor – Recklinghausen Hbf NachtExpress: In den Nächten von Freitag auf Samstag, Samstag auf Sonntag und vor Feiertagen | 60 min                                                  |
| NE3   | Recklinghausen Hbf – Lohtor – Westviertel – Marl-Steinernkreuz – Marl Mitte – Alt-Marl Riegestr. – Feldmark – Dorsten Willy-Brandt-Ring – Dorsten ZOB NachtExpress: In den Nächten von Freitag auf Samstag, Samstag auf Sonntag und vor Feiertagen | 60 min                                                  |
| NE5   | Recklinghausen Hbf – Viehtor – Paulusviertel – Hillerheide – Recklinghausen-Süd – Schloß Strünkede – Herne Bf NachtExpress: In den Nächten von Freitag auf Samstag, Samstag auf Sonntag und vor Feiertagen | 60 min                                                  |
| NE14  | Recklinghausen Hbf – Ostviertel – Groß-Erkenschwick – Oer-Erkenschwick Berliner Platz – Rapen – Im Winkel – Hachhausen – Datteln Bus Bf – Holthausen – Waltrop Rathaus – Dortmund-Mengede Bf NachtExpress: In den Nächten von Freitag auf Samstag, Samstag auf Sonntag und vor Feiertagen | 60 min                                                  |